# 打上げウィンドウ
打上げウィンドウ（英語：Launch window）は、宇宙飛行において使われる用語で、ある特定の打上げ機（ロケット、スペースシャトル等）が打ち上げられなければならない時間帯、もしくは、そのような時間帯が存在する期間を指す。英語を、そのままローンチウィンドウと片仮名転記する場合もある。また、日本語では発射時限とも呼ばれる。なお、本稿では以降、打上げウィンドウに統一する。

## 宇宙機の打ち上げ
仮にロケットを、何らかの理由で打上げウィンドウに打ち上げられなかった場合には、次の打上げウィンドウを待って、打ち上げねばならない。
これには理由が幾つか存在する。
例えば、宇宙船が宇宙ステーション等とランデブーする際には、目標物の軌道平面と射場が交差する時間帯に打ち上げが行われなくてはならない。それぞれの相対位置が、時間経過に伴って変化するためである。もっとも、地球から地球の衛星軌道上へ行く場合は、打ち上げウィンドウは頻繁に訪れる。さらに、宇宙待機軌道を間に入れる方法で、調整も比較的行い易い。しかしながら、人工衛星の場合でも、ソーラーパネルからの電力供給が前提で、搭載されている電池から供給できる電力が少ない場合には、太陽との位置関係が重要なのでウィンドウが制限される。
これが宇宙探査機の場合だと、探査するためにはまず目標の天体に到着させなければならないが、これは3次元空間中のある1点に、決まった時刻に行かねばならないことを意味する。もし探査機に無尽蔵に燃料を搭載できるなら、必要なだけ燃料を用いて所定の軌道に遷移させることができるので、打上げウィンドウを意識する必要はない。しかし、実際には探査機の重量は打上げ機の能力によって制限を受け、その限られた重量の中で探査機により得られる科学的成果を最大化するために、搭載燃料を必要最小限にすることが求められる。このために詳細な軌道計算を行って最適な軌道が割り出され、射場からその軌道に投入できる時間帯が打上げウィンドウとして厳密に設定される。例えば月探査機「かぐや」が打ち上げられた2007年9月14日の打上げウィンドウはわずか2秒間であった。小惑星探査機「はやぶさ」の場合は30秒間あった。
これらとは別に、保安上の理由で打上げウィンドウが制限される場合もある。JAXAでは飛翔中のロケットや軌道上に存在する有人施設（ISS、シャトルなど）との干渉がないことを確認してウインドウの設定をしている。ただし軌道上のスペースデブリは、打ち上げ時の安全判断の対象としていない。